# والدو غيفورد ليلاند
والدو غيفورد ليلاند (بالإنجليزية: Waldo Gifford Leland)‏ هو مؤرخ أمريكي، ولد في 1879، وتوفي في 1966.